# スーダン料理

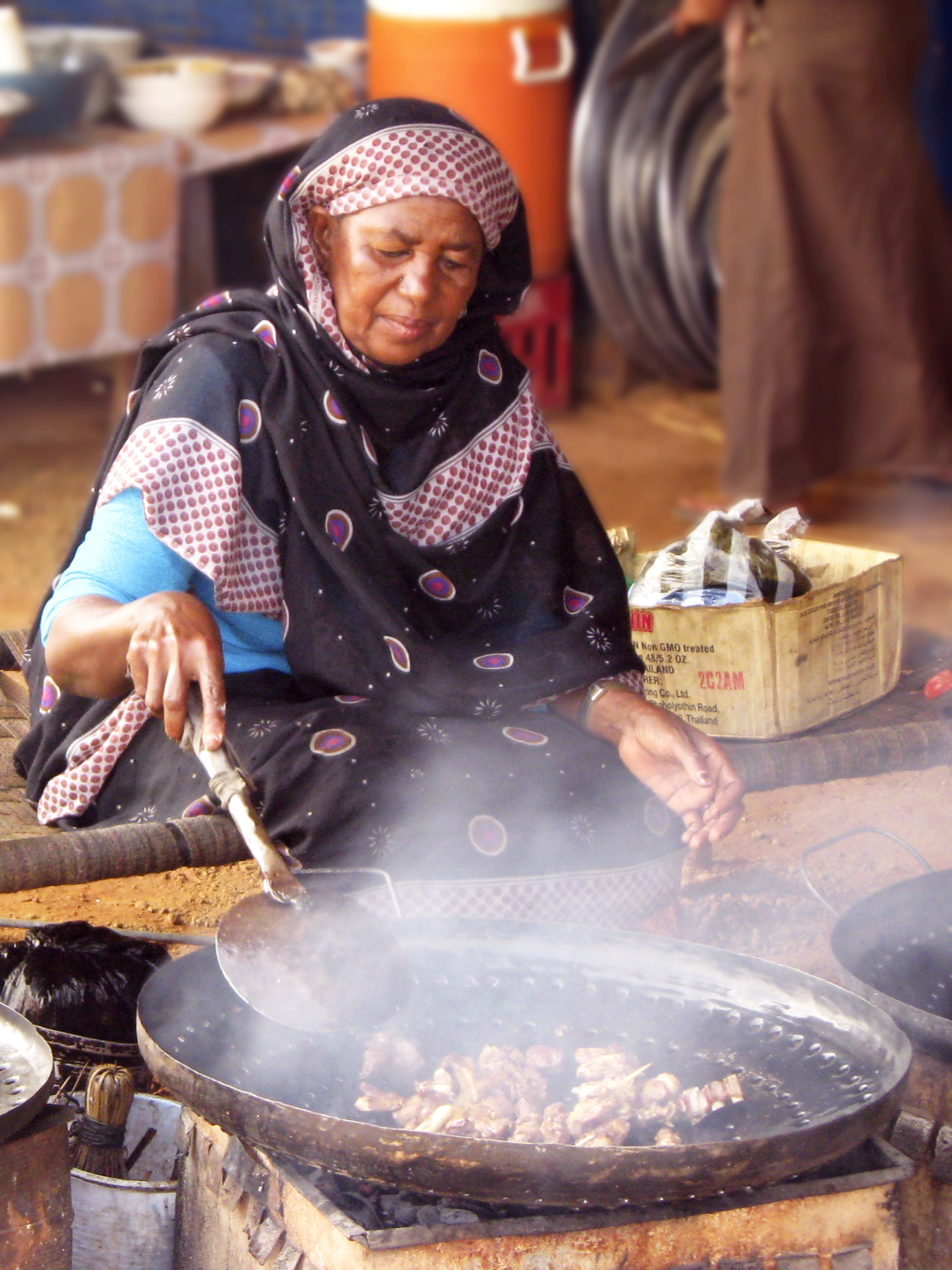
スーダンの料理をする女性

スーダンの位置

スーダン料理（スーダンりょうり）は、地域によって変わり、スーダンの歴史を通して文化横断的な影響を大いに受けてきた。

## 基本的な食事
大塚和夫の調査によると、スーダンのとある農村では細かくした茶葉を煮出した紅茶に砂糖を多めに入れた「モーニング・ティー」を1杯飲んでから出勤または農作業に出かけ、一仕事を終えた9時から10時頃にフトゥールと呼ばれる簡素な朝食を摂る。15時頃に摂る昼食はガダーと呼ばれ、1日で最も豪華な食事になる。一方、夕食を意味するアシャーは21時頃に摂り、老人など早寝の人は食べずに寝てしまうこともある。食事は基本的に男女別で複数人でともに食べ、個食は稀である。食べ始めは皆そろえるが、食べ終わりは満腹になった者から順に席を外し、近くのソファなどで全員が食べ終わるのを待ってから食器を下げ、食後の紅茶を楽しむ。
朝食は自宅に戻れる人は自宅で、戻れない人は職場近くの食堂で摂る。自宅では野菜や豆の煮込みとパンが多く、食堂ではトゥスタと呼ばれるホットドッグに似たパンを使ったサンドイッチを食べることが多い。一仕事終えてから朝食を食べるため、朝食時間帯の職場は閑散とし、小学校でも児童は一旦下校して家で食事を摂る。
昼食は野菜や豆の煮込みのほか、肉料理やパン、米飯、マカロニ類、キスラと呼ばれるクレープ状の薄いものが丸盆に載せて供され、その時居合わせたもの同士で取り囲んで食べる。休日である金曜日や特別な客人が来訪したときは、食事の質と量が向上し、デザートとして果実類が供される。
夕食は朝食よりも簡素で、パン、キスラ、煮豆などで簡単に済ませる。
ラマダーンの時期は日中飲食ができないため、夕日が沈む直前に食事を準備し、礼拝を呼びかける放送を聞いてからまず飲料を摂り、ナツメヤシの実を数粒食べてから本格的な食事に入る。この時期には普段の昼食で摂るような食事のほか、ホッルモッルと呼ばれるソルガムで作った独特の飲料やトウモロコシや豆類を煮込んだバリーラなど、ラマダーンならではのメニューも供される。

## 前菜
エルマラーラ（Elmaraara）やウムフィティト（Umfitit）と呼ばれる食事は、ヒツジのもつ（肺、レバー、胃など）、タマネギ、ピーナッツバター、食塩で作られ、生で食される。

### アルコール飲料
イスラム教の国家のスーダンはシャリーアの下で統制され、アルコールの調達、消費、購入が禁じられている。アルコール禁止を破った場合、40回鞭打ちされなければいけないと言う罰則がある。この鞭打ち刑は裁判所の空き地で行われ、有罪とされた飲酒者が衣服を着たまま執行され、それほど強打はしない。スーダンの大統領を務めたモハメド・アン＝ヌメイリは、1983年9月にシャリーアを制定し、これを記念してナイル川にアルコールを投棄した。アラキというナツメヤシで作られたジンは、シャリーアに反して違法に醸造されている。スーダンのアラキの醸造者はシャリーアに反して生産を続けている。南スーダンが分離する前のスーダンでは、密造酒製造は南スーダンの出身者である非ムスリムやエチオピアからの難民が行っていると言われていたが、実際にはムスリムの地元住民の中にも密造する者がいたとされる。

## チーズ
- ギブナ・ベーダ（英語版）（白チーズ）[13][14]

## スープ・シチュー
ムラー（Mullah）、ワイカ（Waika）、ブッサーラ（Bussaara）、サバロアグ（Sabaroag）といったニアイミヤ（Ni'aimiya、スーダンの香辛料ミックス）や乾燥オクラを使ったシチューがある。ミリス（Miris）はヒツジの脂肪、タマネギ、乾燥オクラで作ったシチューであり、シャルモウト・アビヤド（Sharmout Abiyad）は干し肉を、カジャイク（Kajaik）は魚の干物を使ったものである。シチューは基本的にソルガムの粥であるアッセーダ（Asseeda）やアッセーダ・ドゥクン（Asseeda Dukun）とともに食べる。赤道州ではモロヘイヤをアッセーダに加える。カモウニアという牛肉とレバーのシチューは、スーダン以外にもエジプトやチュニジアでも食される。
カワリ（Kawari）と呼ばれるスープは、ウシやヒツジの蹄を野菜とともに煮込み、エルムッサラッミヤ（Elmussalammiya）はレバー、小麦粉、ナツメヤシ、香辛料を煮込んだものである。

## 関連書籍
- Susannah Wright. Sudan (Ebiz Guides).  MTH Multimedia S.L., 2005. ISBN 84-933978-4-9, 978-84-933978-4-5. Pg 203-205.